# Saint-Germain-le-Rocheux
Saint-Germain-le-Rocheux település Franciaországban, Côte-d’Or megyében. Lakosainak száma 83 fő (2022. január 1.). Saint-Germain-le-Rocheux Nod-sur-Seine, Busseaut, Rochefort-sur-Brévon és Villiers-le-Duc községekkel határos.

## Népesség
A település népessége az elmúlt években az alábbi módon változott:
| Lakosok száma | 147  | 116  | 108  | 98   | 83   | 80   | 80   | 82   | 82   | 83   |
|               | 1968 | 1982 | 1990 | 2006 | 2013 | 2015 | 2017 | 2019 | 2020 | 2022 |